# Ernst Eulenburg (editorial)
Ernst Eulenburg es editorial de música clásica fundada por Ernst Eulenburg en Leipzig en 1874. Eulenburg es famosa por sus ediciones miniatura (de bolsillo) de reconocidos compositores. El catálogo de la empresa se ha expandido con el tiempo con la adquisición de Payne, Donajowski, entre otras. Es responsable de revisiones importante de partituras de la talla de Don Giovanni o los conciertos para piano de Mozart. Debido a la Segunda Guerra Mundial la firma se ha trasladado a varias ciudades. Posteriormente fue comprada por la firma Schott & Co., que actualmente edita la Edition Eulenburg. Las partituras publicadas bajo este título son muy populares y reconocidas fácilmente por su tamaño y sus carátulas de color amarillo brillante.